# 박성재 (축구인)
박성재(한국 한자: 朴成齊, 1990년 2월 2일 ~ )는 대한민국의 전 축구 선수이며, 포지션은 미드필더였다.